# Як Хейзел зустріла лиходія
Як Хейзел зустріла лиходія (англ. Where Hazel Met the Villain) — американська короткометражна кінокомедія Роско Арбакла 1914 року.

## У ролях
- Роско ’Товстун’ Арбакл — Фатті
- Філліс Аллен — Хейзел
- Чарльз Мюррей — лиходій